# معايرة (قياس)

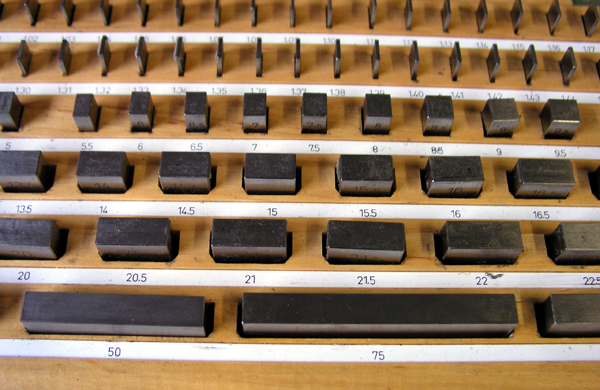

المعايرة هي مجموعة من عمليات القياس التي تجرى تحت ظروف محددة باستخدام أجهزة وأدوات قياس مستندة إلى المعايير القومية أو الدولية التي تحقق وحدات النظام الدولي للقياس SI وتحدد هذه العمليات مدى دقة أجهزة القياس وملائمتها للأغراض المستعملة لأجلها ومدى مطابقتها للنظام الدولي للقياس طبقاً لمعايير دولية محددة وتحدد خصائص أجهزة وأدوات القياس عن طريق إيجاد العلاقة بين القيمة الحقيقية والقيمة المقاسة.

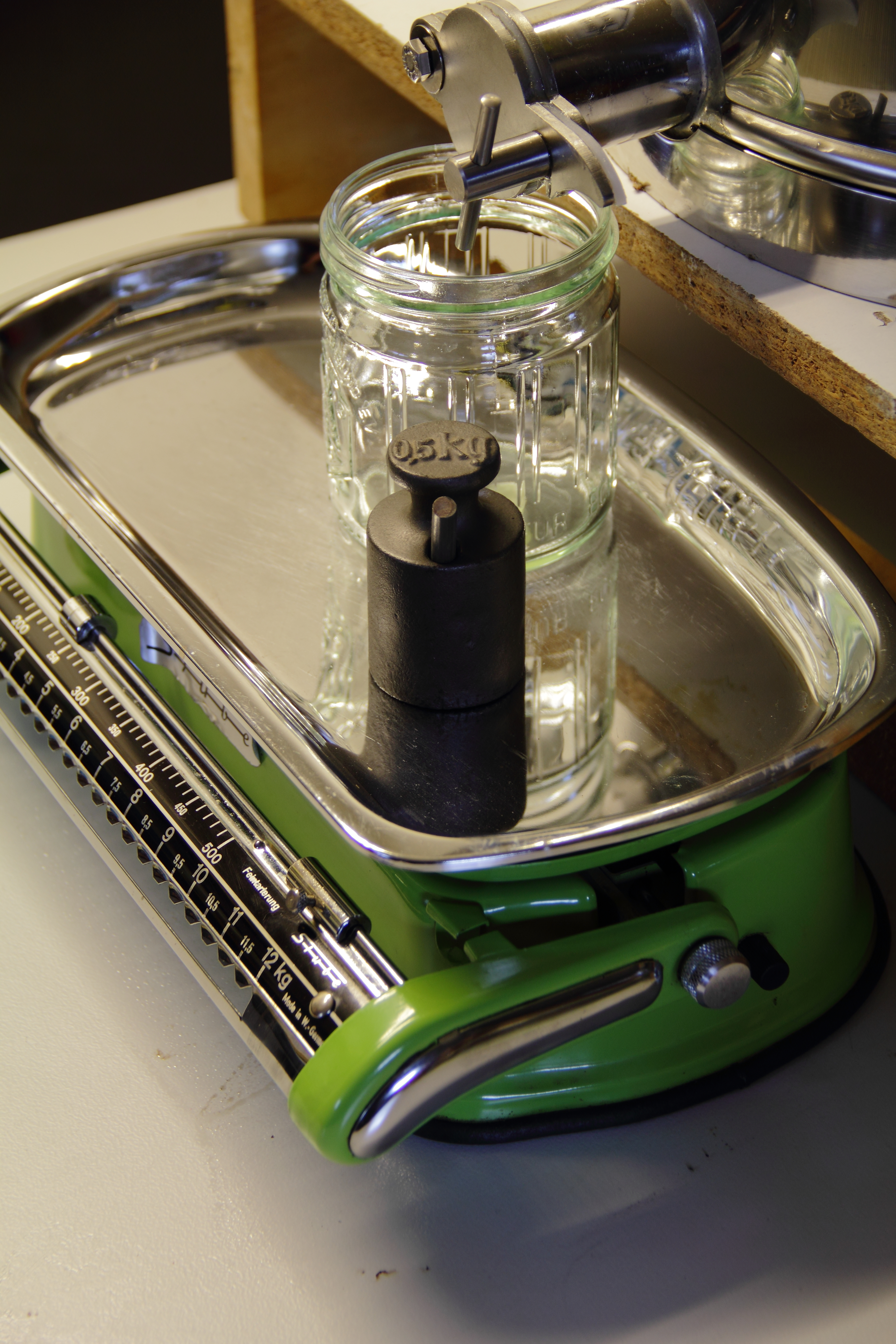
معيار نوع 500 غرام موضوع على ميزان دقيق لأجل تحديد وزنه الحقيقي

ويوجد لكل وحدة من وحدات قياس الكميات الأساسية نموذج معياري يحفظ في معامل خاصة تسمى معامل المعايرة فمثلا تعاير الثانية بوحدة الساعة الذرية وهي ساعة السيزيوم الذرية.
كما يعاير الكيلوغرام العياري بسبيكة اسطوانية من عنصري البلاتين والأيريديوم ذات أبعاد محددة محفوظة عند صفر سيلزيوس مئوي محفوظة في باريس، وكذلك في معهد المعايرة بمدينة بولدر - كولورادو في الولايات المتحدة.

## معايرة الأجهزة الطبية

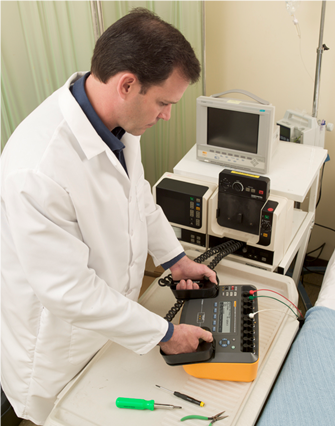
طريقة فحص جهاز الرجة القلبية

معايرة الأجهزة الطبية هي آلية وخطوات محددة لضمان اشتغال الأجهزة الطبية بشكل دقيق وآمن. تعرف بأنها نتاج عملية الفحص مع عملية التضبيط المستمرة وصولاً إلى إعادة الجهاز الطبي إلى أحسن حالة كان عليها عند أول تشغيل لهُ  تنبع أهمية فحص ومعايرة الأجهزة الطبية لأنها بتماس مباشر مع جسم الإنسان ويجب أن تكون دقيقة وآمنة. دقيقة في اعطاء النتائج عند إجراء الفحوصات وآمنة عند ربطها واتصالها بجسم الإنسان حيث أن لكل جهاز مبدأ عمل مختلف عن باقي الأجهزة الطبية وهذا يتطلب تعامل مخصص مع كل جهاز وذو خطوات محددة تعتمد على مبدأ عمل الجهاز وطريقة تعامله مع جسم الإنسان.
يتوجب في البداية فحص أمان الجهاز الطبي على الإنسان وتسمى هذه العلمية فحص الأمان الكهربائي (electrical safety analyzer) حيث يقوم هذا الفحص بالتأكد من أن الجهاز الطبي آمن كهربائياً ولا يوجد فيهِ تسريب كهربائي قد يضر المريض ويزيد حالته سوءاً
يلي هذا الفحص عملية المعايرة التي تتألف من جزئين رئيسيين.
الجزء الأول: هو عملية الفحص والحاصلة بواسطة أجهزة متخصصة لفحص جودة أداء الأجهزة الطبية كلٌ حسب مبدأ عمله.
كمثال فإن جهاز تخطيط إشارة القلب يعمل وفق مبدأ تحسس الإشارة الكهربائية للعضلة القلبية، ويجمعها ثم يكبرها وتظهر على شكل مخطط على شاشة الجهاز ويمكن طباعتها على ورق حراري خاص والفحص يحصل من خلال تزويد جهاز تخطيط القلب باشارة قلبية مثالية مخزونة في جهاز الفحص للتأكد من أن جهاز تخطيط القلب يعمل بشكل صحيح ولا يشوه الإشارة الواصلة لهُ ويظهرها بشكل دقيق.
وتسمى هذه العملية بالقياس وهي عملية مقارنة بين الشيء المراد قياسه ووحدة قياس معلومة مجسدة في جهاز قياس.
الجزء الثاني: هو التضبيط وهو عبارة عن اجراءات تجرى بشكل محدد لكل جهاز من أجل الوصول إلى أفضل نتيجة أو قراءة مقاربة للقيمة الفعلية.

## مواضيع ذات صلة
- نظم قياس
- منحنى قياسي